# Libro di Aggeo
Il Libro di Aggeo (ebraico חגי, haggài; greco Ἁγγαῖος, Haggàios; latino Aggaeus) è un testo contenuto nella Bibbia ebraica (Tanakh) e cristiana.
È scritto in ebraico e la redazione del libro è avvenuta in Giudea nel 520 a.C. circa.
È composto da 2 capitoli e contiene vari oracoli del profeta Aggeo contenenti in particolare esortazioni agli Ebrei a ricostruire il tempio di Gerusalemme e testimonianti la speranza messianica.